# جان جاك برتراند
جان جاك برتراند هو محامي وسياسي كندي، ولد في 20 يونيو 1916 في سانت أغاث دس مونتس في كندا، وتوفي في 22 فبراير 1973 في مونتريال في كندا. حزبياً، نشط في الإتحاد الوطني. وقد انتخب Minister of Youth ‏ (1960 – 1960) وانتخب عضو الجمعية الوطنية في كيبك ‏ عن دائرة Missisquoi (provincial electoral district) ‏ (28 يوليو 1948 – 22 فبراير 1973) وانتخب Premier of Quebec ‏ (2 أكتوبر 1968 – 12 مايو 1970).